# Batalla de San Roque
La Batalla de San Roque fue un enfrentamiento militar librado durante las guerras civiles argentinas el 22 de abril de 1829, entre las fuerzas del gobernador de la provincia de Córdoba, Juan Bautista Bustos, y las del brigadier José María Paz. Tuvo lugar en las márgenes del río Primero, aguas arriba de Córdoba, Argentina. Como resultado de la victoria de Paz, el gobierno de la provincia quedó en sus manos.

## Antecedentes

### Situación previa
Tras el fracaso de las tres Expediciones Auxiliadoras al Alto Perú, el Ejército del Norte quedó acantonado primero en Tucumán y luego en Córdoba, siendo utilizado para luchar contra los federales, principalmente los de Santa Fe. El 8 de enero de 1820, cuando marchaban en una de esas campañas, varios oficiales, dirigidos por los entonces coroneles Juan Bautista Bustos y José María Paz, se sublevaron y llevaron al Ejército hasta Córdoba. Pero la sublevación había permitido a los federales destruir al gobierno central, que desapareció durante mucho tiempo; por otro lado, también Tucumán estaba sumida ahora en una guerra civil, de modo que el ejército bajo el mando de Bustos no marchó hacia el frente con el Alto Perú. El propio Bustos aprovechó para hacerse elegir gobernador de la provincia de Córdoba, cargo que ocupó en dos períodos sucesivos de cuatro años, y que seguía ocupando al inicio del año 1829.
Por su lado, tras una carrera militar oscura durante años, Paz se incorporó al frente del contingente santiagueño al ejército argentino que llevó adelante la Guerra del Brasil. Ésta terminó en la segunda mitad de 1828, y las tropas fueron trasladadas inicialmente a Buenos Aires. En un primer contingente venía, entre otros, el general Juan Lavalle, mientras la mayor parte de las tropas del interior llegó bajo la dirección del general Paz. Antes de que las tropas de Paz arribasen, Lavalle derrocó, derrotó en combate e hizo fusilar al gobernador Manuel Dorrego, enviando tropas al interior de la provincia para intentar imponer su autoridad y evitar el avance del gobernador santafesino Estanislao López.
El 1 de enero de 1829, retornaba a Buenos Aires de la guerra contra el Imperio del Brasil, la 2.ª división del Ejército Nacional, al mando del brigadier José María Paz. Se encontró con que la provincia, desde el golpe de Estado del 1 de diciembre de 1828 contra Dorrego, era gobernada por Lavalle, quien lo nombró su ministro de Guerra al día siguiente de su llegada. Semanas más tarde, Lavalle marchó a San Nicolás de los Arroyos con su propia división para preparar una campaña contra los federales santafesinos. Allí lo alcanzó Paz con su división y, tras una breve reunión, Lavalle partió a enfrentar a López.
A finales de marzo, Paz partió de San Nicolás, encontrándose con Lavalle en un lugar llamado Desmochado el 3 de abril, despidiéndose durante la noche, Paz siguió con rumbo a Córdoba, mientras que Lavalle se había enterado de la derrota y muerte del coronel Federico Rauch, por lo que no entregó ningún jinete a Paz y volvió a Buenos Aires, pues toda la campiña de esa provincia se sublevó al enterarse de la derrota de Rauch.
Muchos oficiales no estaban de acuerdo con el movimiento de Paz, pues temían que la mayoría de los soldados, provenientes de las provincias del interior, desertaran en cuanto se acercaran a sus hogares. También señalaban que dos tercios de la división eran infantes o artilleros, por lo que no eran decisivos en una batalla de las que se daban en el Río de la Plata en esa época, y que le estaban restando importantes recursos a Lavalle. Sin embargo, Paz se justificó indicando que su movimiento era para distraer al brigadier Juan Bautista Bustos, el brigadier Juan Facundo Quiroga y el coronel José Félix Aldao, impidiendo que le enviaran refuerzos a Rosas y López. Además, temía que la mayoría de sus soldados desertaran si volvía a Buenos Aires, pues se alejarían de sus hogares.

### Campaña en Córdoba
En la noche del 3 de abril, Paz envió al comandante Juan Gualberto Echeverría con 60 coraceros al sur de la provincia de Córdoba con la intención de distraer a Bustos y forzarlo a dividir sus fuerzas. El 4 de abril, la 2.ª división acampó en Esquina de la Guardia, en la frontera entre las provincias de Santa Fe y Córdoba. Se encontró con las casas abandonadas y esa noche hubo una fuerte tormenta, lo que no impidió que al amanecer siguiera su marcha a Cruz Alta, donde calmó a los atemorizados habitantes, para seguir a Cabeza de Tigre, donde nuevamente acampó. Anunció que entraba en la provincia para devolver a sus hombres a sus hogares en el interior. Córdoba era una ciudad de unos once mil habitantes y dentro de su territorio vivían más de setenta y seis mil personas.
En la madrugada del 6 de abril, Paz se enteró de que una partida de dragones federales ocupaba Saladillo, así que envió al ayudante de campo Rafael Correa, con una partida de coraceros a sorprenderlos, pero le dio órdenes de usar sus armas a menos que fuera necesario. Correa sorprendió a sus enemigos, por lo que se dispersaron sin luchar, sin embargo, logró gritarles que no venía como enemigo, eso convenció a algunos dragones, que cambiaron de bando y se unieron a los unitarios.
Los unitarios llegaron a Fraile Muerto el 7 de abril, donde el capitán de milicias Juan Paz había huido el día anterior. A la jornada siguiente arribaron a La Herradura, donde se reunió con Echeverría, habiendo obligado a Bustos a mantener una fuerza considerable en el sur. Durante la noche, el brigadier unitario inspeccionó el cruce del río Tercero por su artillería y bagaje. Luego envió al teniente coronel Lorenzo Barcala con un soldado a la casa del comandante del departamento de Villa Nueva, Manuel López, quien fue al campamento unitario. López aseguró que no había obedecido las órdenes de Bustos de reunir milicias de caballería, pero Paz decidió mantenerlo a la fuerza en su campamento.
El 9 de abril, los unitarios acamparon en Tropugio, de donde salió al anochecer, dejando libre a López, quien se mostró sumiso y el brigadier le regaló un sable. Antes de la medianoche llegó al Corral del Maestro, de donde se había retirado ese mismo día el coronel Francisco Quevedo, quien había reunido jinetes en la zona. El día 10, Paz llegó a Ojo de Agua, pero como el lugar no era adecuado para acampar resolvió seguir a Impira donde se agotaron los soldados, caballos y sobre todo los bueyes que llevaban cañones y carromatos. Al llegar se encontraron que no había agua y tuvieron que seguir hasta una laguna fangosa cercana, en cuyas orillas acamparon a las 16:00 horas. Ahí se enteró de que Bustos había salido de Córdoba a Pilar, donde estaba preparando líneas defensivas a orillas del río Segundo. Paz dejó descansando al grueso de su tropa a cargo del mayor coronel Román Deheza (o Desa o Deza), jefe de su Estado Mayor, tomó una parte de su caballería e infantería ligeras y se acercó a Pilar. Al aproximarse se enteró de que Bustos había regresado a Córdoba, pero en el camino se desvió a Pedernera, cerca del río Segundo.
En la madrugada del 11 de abril, Paz llegó a Pilar, lugar donde se le unió su división a las 10:00 horas. Después de tres horas, apareció una partida de 50 jinetes federales en las cercanías, la que luego fue reforzada, por lo que el capitán Juan Balmaceda y una partida de coraceros fueron a enfrentarlos. El brigadier les ordenó no disparar primero, pero en cuanto se acercaron los unitarios, la partida huyó disparando, siendo perseguidos brevemente. A las 15:00, todo la división se puso en marcha hacia Córdoba, momento en que se enteraron de la retirada de Bustos de Pedernera. Así, Paz mando a Deheza ocupar esa localidad con el grueso de sus hombres mientras él iba con su vanguardia se dedicó a seguir a su enemigo. A la mañana siguiente, Paz decidió reunirse con su división, acampando en Morura. En tanto, Deheza había seguido la marcha y en esa jornada entró sin oposición en Córdoba, que había sido abandonada por los federales, y nombró gobernador substituto a Pedro Juan González. La tropa acampó en el barrio de Mataderos, en los suburbios de la ciudad, y en la medianoche se le unió el brigadier. Al reunirse con Deheza se enteró de que la artillería y el bagaje federal habían salido al oeste y se desconocía el paradero de Bustos.

### Negociaciones

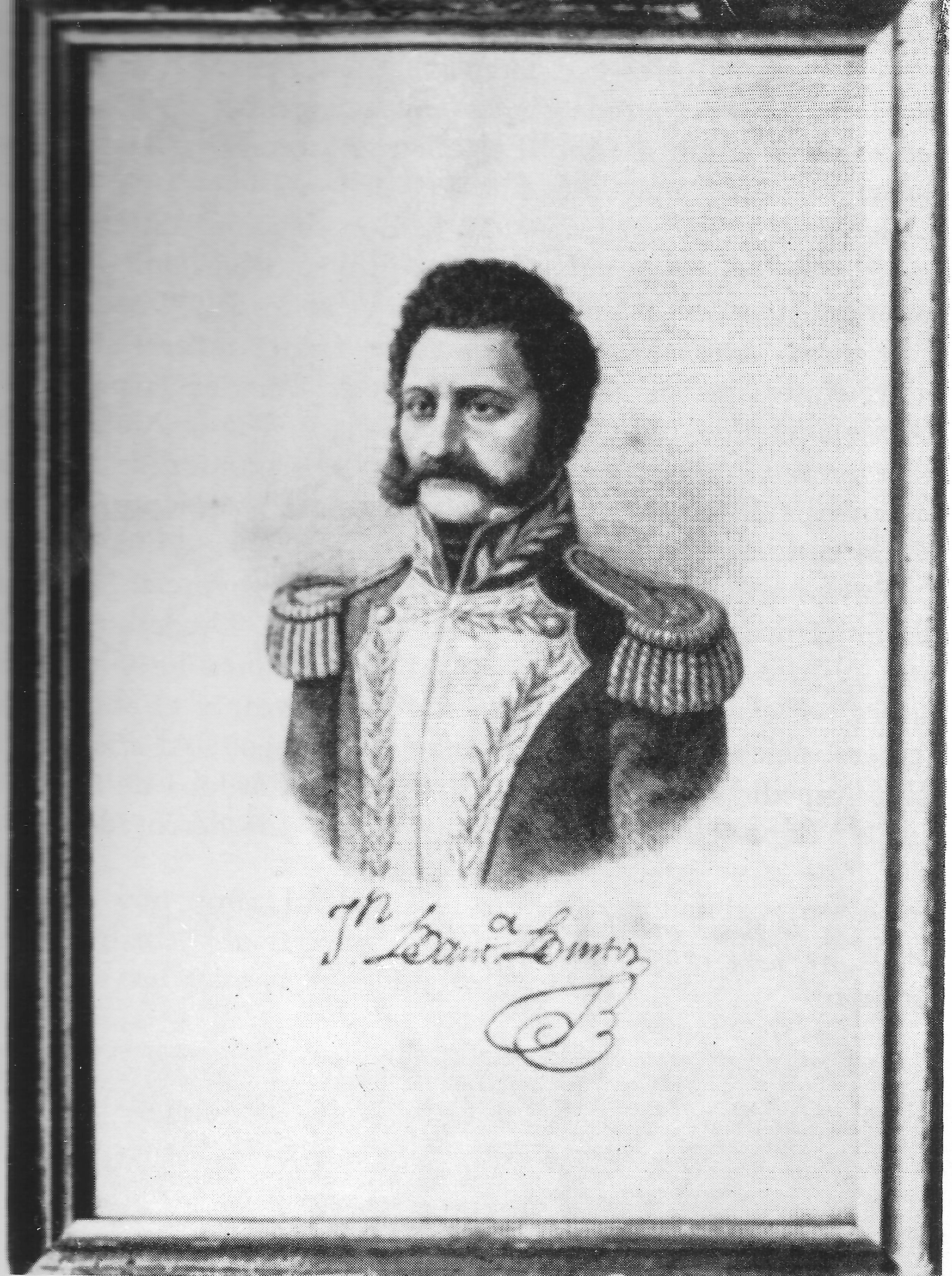
Litografía del brigadier Juan Bautista Bustos, realizada por el suizo César Hipólito Bacle para el libro Almanaque Federal, 1836.

El 13 de abril, la vanguardia unitaria atravesó Córdoba y acampó al oeste de la ciudad mientras Paz dormitaba en la casa de su hermano. Luego se reunió con algunos vecinos y envió una comisión formada por Gaspar del Corro, Narciso Moyano y José Roque Savid a negociar con Bustos. Paz afirmaba que no deseaba el poder, pero le recordaba al gobernador que ya había cumplido sus dos períodos de gobierno que le permitía la legislación provincial, por lo que Paz deseaba postularse a unas elecciones y aceptaría el resultado.
Los comisionados buscaron al gobernador hasta encontrarlo en la hacienda de la familia Fragueiro, al pie de una de las sierras de Córdoba, 6 a 9 leguas al oeste de la ciudad. Bustos se había retirado ahí, a los pies meridionales de la pequeña sierra de la Punilla, por donde no había caminos para mover el importante parque militar que tenía. Al parecer, esperaba que Paz no avanzara sobre él y se quedara en la ciudad, mientras él podía esperar a Quiroga. Sin duda, aguardaba mientras llegaban sus aliados riojanos, mendocinos y puntanos.
Al día siguiente, los comisionados volvieron con la respuesta de Bustos, que se resumían en proponer una elección de representantes de la provincia para elegir a quién sería gobernador, exigiendo que las fuerzas de ambos bandos abandonasen Córdoba para garantizar la libre elección. También que ni Bustos, ni Paz ni sus lugartenientes no podían postularse y que ningún ejército aumentaría sus fuerzas durante la tregua. Paz aceptó y envió a Moyano y Savid a entregar su respuesta el día 15. En tanto, en Córdoba los habitantes se estaban dividiendo entre aquellos que ya daban por vencido a Bustos y los que creían que se había unido a Quiroga y juntos destruirían a Paz. Al día siguiente, los negociadores volvieron advirtiendo que Bustos había agregado nuevas exigencias al posible acuerdo.
Ante esto, el brigadier unitario resolvió moverse con su ejército a la estancia San Roque en la madrugada del 17 de abril. Le acompañaban el comisionado Savid y un vecino, José Isaía, que se ofreció a negociar. Así, se acordó una reunión personal entre Paz y Bustos. Con sus ejércitos a una legua de distancia y acompañados cada uno de un ayudante y un soldado y enviaron rehenes al campamento contrario para evitar traiciones. Conversaron un largo rato, pero apareció en un bosque cercano una partida federal. Ante el reclamo de Paz por romper el acuerdo, Bustos ordenó su retirada y se disculpó. Al llegar el atardecer, el jefe unitario decidió dar por finalizada la negociación sin éxito. También le avisó al gobernador que acamparía en las orillas del río Primero, lo que molestó al líder federal, pues ambas fuerzas quedaron a pocas cuadras de distancia. Los soldados de ambos bandos iban a recolectar agua y hablaban, por lo que Paz acusa que varios federales intentaron animar a sus hombres a desertar.
El 18 de abril fue Viernes Santo y nuevamente ambos jefes se reunieron personalmente en un descampado, donde repasaron los puntos antes tratados. Paz se mostró favorable, pero exigió a Bustos firmar un documento aceptando los puntos públicamente, a lo que el federal se negó. Finalmente, Paz aceptó retirarse a las cercanías de Córdoba, donde se reunirían los representantes de los pueblos de la provincia para elegir un nuevo gobierno, mientras él sería gobernador delegado (interino) con la misión de realizar las elecciones. A la jornada siguiente, el brigadier unitario se pasó toda la mañana esperando a los representantes del gobierno provincial que debían acompañarlo, así que decidió ordenar a su ejército regresar al río. Luego, envió al coronel Deheza al campamento enemigo, recibiendo en la tarde la confirmación de su nombramiento como gobernador delegado. Bustos afirmó que el mal clima le había impedido actuar, pero Paz se mantuvo incrédulo.

## Fuerzas enfrentadas

### Unitarios
Respecto del ejército unitario, en sus Memorias, Paz admite haber mandado unos 1000 soldados, casi todos veteranos a excepción de los reclutas de Lamadrid, dos tercios de infantería y artillería, algo poco frecuente en las guerras rioplatenses de la época. Destacaba su batería con 4 piezas de a 4 libras. Sobre la calidad de la tropa unitaria, Beverina afirmaba: 

Bastará para ello recordar que esos mismos mil hombres escasos pudieron triunfar de Bustos en San Roque y, especialmente, de Quiroga en La Tablada, a pesar de la enorme superioridad numérica del caudillo y de la circunstancia de que las fuerzas de éste eran análogas en organización a aquéllas contra las cuales hubiesen tenido que actuar en la provincia de Buenos Aires los generales Lavalle y Paz, en el caso de haberse resuelto a operar con sus fuerzas reunidas.

Paz tampoco reclutó muchos hombres en la provincia, pues al contrario de lo que le habían dicho en Buenos Aires, no había una fuerte oposición organizada a Bustos. Al entrar en Córdoba los habitantes lo recibieron con frialdad, pero lo más importante era controlar los pueblos, de donde se formaban las milicias, Paz intentó llevar una política conciliatoria sin mucho éxito.
| Fuerzas unitarias (al entrar en la provincia de Córdoba) |                                    |            |        |
| Unidad                                                   | Comandante                         | Arma       | Plazas |
| Una batería                                              | Mayor Juan Arengreen               | artillería | 80     |
| Batallón N.º 2                                           | Coronel José Videla Castillo       | infantería | 300    |
| Batallón N.º 5                                           | Coronel Isidoro Larraya            | infantería | 250    |
| Regimiento N.º 2 (coraceros)                             | Coronel Juan Esteban Pedernera     | caballería | 250    |
| Escuadrón Voluntarios de Nueva Creación                  | Coronel Gregorio Aráoz de Lamadrid | caballería | 90     |
| Total                                                    | Brigadier José María Paz           |            | 970    |

Sin embargo, existen cálculos diferentes de la fuerza de Paz. Por ejemplo, el escritor argentino Leopoldo Velasco estimaba a su ejército en 2000 hombres, ligeramente superior al federal, coincidiendo con Enrique de Gandía. El historiador Manuel Bilbao los deja en 1200 unitarios. Domingo Sarmiento, escritor de tendencias unitarias, eran sólo 800 veteranos de línea, número citado por Robustiano Vera. El coronel Lamadrid también no concuerda con las Memorias de su comandante, pues él afirma que Paz y su ejército fueron bien recibidos en Córdoba y en algunos días pudieron reunir algunos hombres que se sumaron a la hueste, agregando que varios cordobeses se fueron sumando a su escuadrón, que se elevó a 120 jinetes. Aunque mantiene el total, para él eran poco más de mil soldados. En una carta de la época, el brigadier López afirmaba que Paz había entrado en Córdoba con 300 infantes, un piquete de caballería y un tren de artillería después de reunirse en la Posta de Gallegos del Desmochado con Lavalle el 3 de abril, partiendo esa misma noche. Por último, el propio Bustos afirmaba antes de la invasión de Paz que «De Buenos Aires me dicen que trataban de echar a Córdoba al General Paz y La Madrid, con 2.000 hombres; pueden que lo intenten, pero llevarán un chasco» (sic).

### Federales
Bustos había armado un ejército provincial, según sus opositores, cuando en 1820 le entregaron 100 000 pesos de la aduana de Buenos Aires para reclutar y armar un contingente de refuerzos para el Ejército de los Andes. Él se apropió del dinero y lo utilizó para organizar un ejército propio de 2000 hombres. Un informe realista coincide con dicho número para las fuerzas de Bustos. Respecto del potencial de movilización de la provincia, las estimaciones van de menos de 2000 según Facundo Zuviría y José de San Martín a 4000 según Francisco de Paula Pérez.
Respecto de las fuerzas en la batalla, Velasco señala que el gobernador disponía de un batallón de 700 plazas, al que pudo sumar unos 900 reclutas de última hora, probablemente milicianos a caballo. Gandía los reduce a 1500 en total. Ese batallón acompañó a Bustos en su retirada, mientras que las milicias las reunió cuando ya estaba en San Roque. Manuel Vicente Mena afirmaba: «el Señor Bustos contaba con cuatrocientos veteranos y quinientos licenciados que esperaba reunir; que de un instante a otro aguardaba al General Quiroga. El [Bustos] pensaba abandonar la ciudad [Córdoba] a los invasores, y sitiarlos en ella». En cuanto a la artillería, Lamadrid señala que toda provenía del Ejército del Norte, componiéndose de 10 piezas de a 4 y de a 6 libras y 2 obuses. En cambio, Paz señala que eran 8 piezas de a 4 libras y un obús.

## Combate

### Fin de las negociaciones
El 20 de abril, la noticia de que Paz había sido aceptado como jefe de un nuevo gobierno llegó a Córdoba y durante esa mañana los unitarios marcharon a sus inmediaciones. Sin embargo, al brigadier le empezaron a llegar informes que Bustos sólo estaba ganando tiempo para conseguir refuerzos, los que aumentaron al día siguiente, cuando se enteró de que el teniente coronel federal Antonio Navarro había sido enviado para acelerar el envío de tropas de la provincia de San Luis, las fuerzas provinciales de Río Cuarto se movían hacia San Roque, el capitán Juan Paz había vuelto a Fraile Muerto y río Segundo para iniciar un levantamiento, y Bailón Galán se dirigía a la sierra para reclutar milicianos y pasar a los llanos de la provincia de La Rioja para pedir ayuda a Quiroga. Paz acusaría después haber descubierto una carta de Galán donde anunciaba que el caudillo riojano iba a enviar 500 hombres. Lo cierto es que el propio Quiroga había anunciado haber reunido 500 sanjuaninos y puntanos, 500 catamarqueños y 1500 riojanos bajo su mando y que estaban cerca de la frontera con Córdoba, lo que habría animado a Bustos a intentar retrasar la batalla. Sin embargo, Paz señala que Bustos estaba pidiendo al riojano le enviase los 500 gauchos pero encabezados no por él personalmente, sino por alguien de confianza. Según el brigadier, esto indicaría que Bustos temía a Quiroga y no quería que entrara en su provincia, pero intentaba disimularlo. El historiador Ramón Torres Molina considera válido el razonamiento de Paz, pues Quiroga era el general en jefe del «Ejército de los Libres», siendo reconocido como tal en La Rioja, Tucumán, Catamarca y Cuyo. Si entraba en la provincia de Córdoba, legalmente hubiera tenido que subordinarse a Bustos, lo que era poco probable porque el riojano era un caudillo victorioso mientras que Bustos había manifestado su impericia militar, por lo que un conflicto de mandos sería inevitable.
En el anochecer del 21 de abril, el ejército unitario se puso silenciosamente en marcha y para el amanecer estaban sobre los puestos avanzados de sus enemigos, capturando dos dragones al sorprender uno de esos puestos y sin combatir. Paz los liberó con un mensaje escrito a Bustos, donde le acusaba que consideraba que sus propuestas eran una treta para reunir más fuerzas federales y le exigía disolver su ejército o le atacaría. El ayudante de campo de Bustos, Manuel Arredondo, llegó con una respuesta en que el jefe federal aseguraba que la acusación era falsa. En sus Memorias, Paz afirma que ya no se fiaba de su rival y decidió llevar a su ejército a una playa a orillas del río Primero después de despachar a Arredondo.

### Planes y terreno

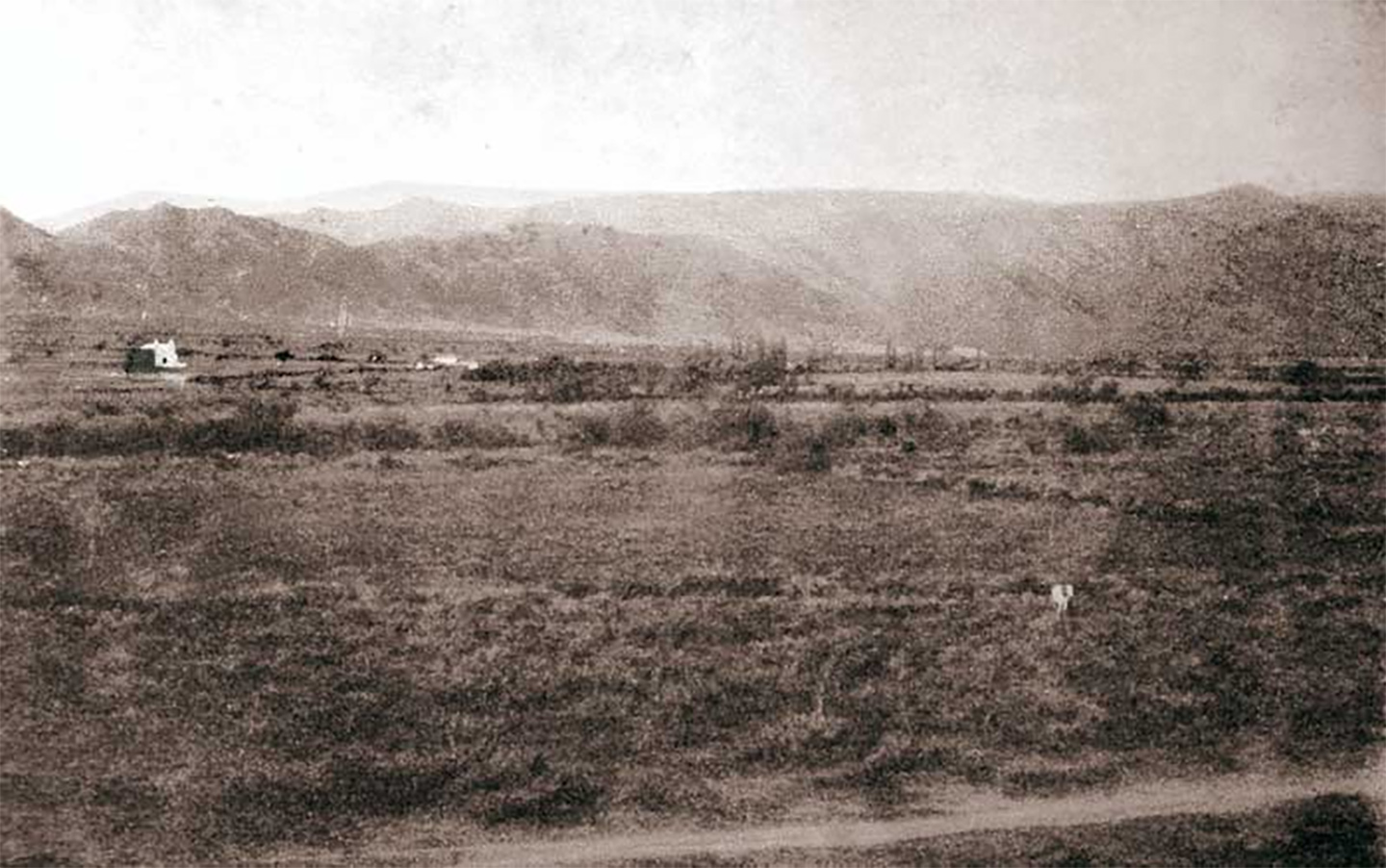
La batalla se libró en el valle de San Roque, donde hoy se encuentra el lago San Roque.

La batalla sucedió en la hacienda San Roque propiedad de la familia Fragueiro, en la orilla izquierda u oriental del río Primero, en el valle de San Roque, donde hoy embalsa el lago homónimo. Estaba ubicada una planicie entre el curso de agua y pequeña sierra o serrezuela que corrían de forma paralela. Por la entrada delantera de la hacienda había una frondosa y amplia huerta cuyo cercado acababa en un barranco donde se encuentra el cauce fluvial y deja un estrecho espacio por donde pasa un camino que lleva a la casa principal. Atrás, varias cuadras de chacras ininterrumpidas hasta la sierra baja pero abrupta, y entre ella y el cercado de las chacras sólo había un estrecho y pedregoso camino.
Entre el río y la hacienda había dos baterías de artillería ubicadas sobre un par de pequeñas elevaciones. Dominaban el camino que llevaba al curso fluvial y una podía girarse para disparar hacia la izquierda (norte). Según Lamadrid, Bustos colocó dos obuses y 6 cañones en la batería de su derecha, que dominaba el camino y el puente que cruzaba el río. La batería de la izquierda dominaba el centro y la derecha de los unitarios, estando formada por 4 piezas.
La escasa infantería federal estaba ubicada en frente al edificio para defender las baterías. Según Paz, la numerosa caballería estaba a la izquierda de la hacienda, entre las chacras y la serrezuela, pero era poco útil por el terreno. Sin embargo, La Madrid señala que a la derecha de la batería de la derecha federal también había un numeroso cuerpo de caballería. Luego, entre las dos baterías estaría la infantería y a la izquierda de la batería izquierda estaba el resto de la caballería. El plan de Bustos parecía ser desgastar todo ataque unitario con su artillería hasta hacerlo retroceder en desorden y luego lanzar a sus jinetes a perseguirlos.

### Ataque inicial
Los unitarios cruzaron un bosque por un camino que los llevó a una playa ubicada en la margen derecha del río, frente a las posiciones enemigas. El brigadier unitario decidió dividir su ejército en dos columnas de ataque: su izquierda (sur) estaba formada por el batallón N.º 5 de Deheza y los voluntarios de Lamadrid, y su derecha (norte) por el batallón N.º 2 y el regimiento N.º 2 de caballería bajo su mando personal; su artillería estaba ubicada entre el batallón de Deheza y los voluntarios de Lamadrid. Extendida después del izquierda del enemigo, Paz notó que había un escuadrón de caballería formado por milicias y a algunas cuadras del cuerpo principal, por lo que estaba aislado.
Deheza y su infantería atacaron de frente con rumbo al camino que llevaba a la hacienda, pero con la orden expresa de no precipitarse y detenerse en el Primero, pues ahí quedarían a cubierto del fuego de artillería. Su misión era distraer al enemigo. Lamadrid y sus voluntarios recibieron la orden de Deheza de avanzar primero, marchando en columna hasta llegar al puente, a tiro de cañón del enemigo. Con este movimiento mantenía a la infantería y los coraceros unitarios a salvo en retaguardia.

### Flanqueo
El ataque principal lo dirigió Paz contra el flanco izquierdo federal, donde cruzó las aguas y dispersó rápidamente al cuerpo de caballería aislado, luego giraron para atacar las posiciones, debiendo romper los cercos entre las chacras para avanzar. Todo bajo un débil fuego del enemigo, por lo que fácilmente se hicieron con el camino que llevaba desde la hacienda a la serrezuela. Según Lamadrid, los dos batallones de infantería unitaria participaron del movimiento de flanqueo. En cambio, Paz da a entender que sólo el 2.º batallón participó.
A todos estos movimientos, los federales opusieron una débil y desorganizada resistencia. El brigadier ordenó al coronel José Videla Castillo ir con parte de su batallón desalojando a los últimos grupos de resistencia de sus rivales, mientras él mismo marchaba con el escuadrón de caballería para atacar por la izquierda las baterías federales. Luego, Videla debía avanzar también hacia las posiciones de la artillería federal para que todos convergieran sobre ellas y el cuartel general y el parque de Bustos, que estaban en la casa principal. Entonces, Paz ordenó cargar con un escuadrón sobre el enemigo al teniente coronel Juan Pascual Pringles, quien lo arrolló todo seguido del resto de la columna, hasta llegar a la casa principal.
De forma simultánea, el coronel Deheza penetró por el camino en su propio ataque. Lamadrid, al ver el intento de su comandante en jefe de envolver la batería izquierda de los federales, pidió permiso a Deheza para cargar sobre la batería derecha. Él sabía que era un señuelo para la artillería enemiga y en sus Memorias menciona que dos granadas federales habían matado a 3 o 4 de sus hombres con sus monturas. Sin embargo, reunió a 50 voluntarios y a la carrera atravesaron el puente bajo fuego de metralla. Lamadrid envió al sargento mayor Leiba a proteger su izquierda para impedir que la caballería federal en el ala lo atacara, pero esa fuerza ya estaba en fuga al producirse el ataque.

## Consecuencias

### Bajas
En sus Memorias, Paz admite la muerte del capitán Bengoa y 8 a 10 soldados en sus filas, además de algunos heridos como el teniente de artillería Goyena. En cambio, adjudica a los federales haber dejado los cadáveres de 30 a 40 soldados y al teniente coronel Aparicio y el comandante de artillería Navarro (no es el mismo antes mencionado). Se capturaron 200 vencidos junto a 8 piezas de artillería y el parque, todo el material bélico que Bustos había sacado de Córdoba. Lamadrid admite que su unidad sufrió más de 20 muertos y heridos, pero no recordaba las bajas de las otras unidades, aunque señala que fueron proporcionalmente menos por las posiciones que tomaron. Entre sus bajas destaca el teniente primero de la primera compañía de su escuadrón, Juan Navarro, caído en la carga final. También informa que el jefe de la batería de artillería de la derecha federal, junto a la mayoría de sus hombres, murieron en el asalto. Al parecer, las bajas federales fueron mucho mayores que las unitarias. El militar unitario Juan Esteban Pedernera, sólo escribió que los unitarios capturaron 8 piezas de artillería.

### Pacificación de la provincia
El brigadier aseguró su poder como gobernador de la provincia, cargo que había recibido gracias al convenio firmado en San Roque cuatro días antes de la batalla.
Paz ordenó a su caballería perseguir a su contraparte federal, que se había dispersado en pequeñas partidas por toda la campiña, con órdenes de ofrecerles una amnistía y no luchar si no era necesario. Relata que él mismo capturó a una de estas unidades, mandada por un comandante de apellido Pino, con 30 jinetes de Río Seco, a quienes liberó. Durante la noche volvió a la hacienda y escribió un comunicado avisando de la victoria. Bustos huyó a Pocho, donde pensó en intentar resistir, pero temiendo ser atacado, resolvió retirarse a La Rioja con algunos soldados y oficiales fieles. Se puso bajo las órdenes de Quiroga, a quien reconoció como jefe político y militar de las provincias del interior. Después de la victoria, Paz marchó sobre Caroya y Sinsacate, para expulsar a los familiares y partidarios de Bustos de la provincia y derrotar al comandante Guevara del fuerte de El Tío. Lamadrid fue comisionado junto a su escuadrón y un piquete de infantería a las órdenes del teniente César Díaz para que cazara a Guevara, quien huyó hasta mar Chiquita, tratando de llegar a Santa Fe. Lamadrid le dio alcance, lo derrotó y le mató, tomando muchos prisioneros y dispersando al resto de sus fieles. Nombró como nuevo comandante del fuerte al capitán Hilario Basabilbaso.
Las tropas venidas desde Río Cuarto se dispersaron al enterarse de la derrota de San Roque. Paz envió una partida a cargo de Echeverría, quien convenció al comandante local de no ayudar a Bustos, pues eso implicaba desguarnecer la frontera sur de la provincia, dejando vulnerables a sus habitantes a los malones indígenas. Hábilmente, Echeverría logró convencer al comandante Maure de entregar el mando y poner en fuga al coronel Anselmo Acosta. Las milicias puntanas iban al mando del comandante José Rodríguez, pernoctando la noche anterior a apenas 10 leguas del cuartel de Bustos, pero al enterarse de su derrota volvieron a San Luis de inmediato. El capitán Paz fue arrestado por los vecinos de Fraile Muerto y llevado al brigadier, quien lo liberó después de unos días.
Posteriormente, Paz entabló negociaciones con Javier López, gobernador de la provincia de Tucumán. Según Lamadrid, López aceptó una alianza con tal de que el coronel unitario no fuera enviado a la provincia, pues el gobernador temía que el popular militar lo derrocara.
Paz había conseguido los objetivos de su campaña: derrocar a Bustos y establecer un gobierno unitario en la provincia, que serviría de base de operaciones para someter al resto del interior. El historiador Félix Best señala que San Roque fue la primera de las grandes victorias campales de Paz, seguida por La Tablada, Oncativo y Caaguazú, siendo esta última la mejor desde un punto de vista táctico. En todas ellas, el brigadier demostró ser uno «de los mejores tácticos americanos de su época». En cambio, Bustos demostró una fatal pasividad, negándose a atacar mientras un enemigo numéricamente inferior y dividido en dos columnas cruzaba el río. Esta actitud se contagió a sus hombres, que llevaban muchos años en un estado de indisciplina, por lo que muchos simplemente huyeron antes de luchar.